# 亚历山德罗·福尔蒂斯
亚历山德罗·福尔蒂斯（義大利語：Alessandro Fortis，1841年9月16日—1909年12月4日），是意大利王国时期的法学家、历史左派政治家。他在1905年3月托马索·蒂托尼内阁倒台后，经乔瓦尼·乔利蒂推举被国王任命为第18任意大利首相。1906年2月8日，他的内阁因同西班牙的贸易协约被议会否决而总辞。